# Klimatologija
Klimatologija (klima, prema grč. ϰλίμα, genitiv ϰλίματος: nagib; strana svijeta) je znanost o klimi.  Klimatologija na temelju meteoroloških podataka proučava fizičke osobine Zemljine atmosfere tijekom duljega vremenskog razdoblja. Klimatologija je dio meteorologije, odnosno geofizike. Dijeli se na opću i specijalnu: 
- opća klimatologija proučava veze između klimatskih pojava i čimbenika te nastoji pronaći opće zakone po kojima se te veze upravljaju.
- specijalna klimatologija proučava klimatske prilike pojedinih dijelova Zemlje, a dijeli se na lokalnu i regionalnu.

U 19. stoljeću najprije se velika pozornost posvećivala proučavanju vremenskih tipova i njihove veze s pojedinim meteorološkim pojavama, a potom i istraživanju značajki općeg kruženja (cirkulacije) atmosfere i njezine povezanosti s klimatskim prilikama. Teoretski razvoj doveo je nakon 1960-ih do brojčanih simulacija vremena i klime i do pojave dinamičke klimatologije, koja koristi modele atmosferskih procesa temeljene na osnovnim fizikalnim jednadžbama gibanja te modele procesa razmjene topline i vlage u atmosferi kao i utjecaja podloge na njih. Simulacije klimatskih modela podloga su i za procjene budućih promjena klimatskih prilika na Zemlji, što je od golemoga praktičnoga značenja. U istraživanju klimatskih prilika u geološkoj prošlosti Zemlje, značajnu ulogu ima paleoklimatologija, a sve veće značenje dobiva i bioklimatologija, koja istražuje odnos između živih bića i klime (agroklimatologija se bavi odnosom između klime i bilja, osobito kulturnoga). Medicinska klimatologija proučava odnos između klime i čovjeka (osobito umjetne klime zatvorenih prostora). Mikroklimatologija istražuje klimatske prilike u sloju zraka koji se nalazi do 2 metra iznad tla, jer je taj sloj pod snažnim utjecajem podloge, a makroklimatologija klimu širih područja poput država pa i kontinenata.
Podatci o klimatskim prilikama skupljaju se motrenjem i mjerenjem vrijednosti meteoroloških pojava na meteorološkim postajama tijekom što duljega razdoblja (barem 30 godina). Prikupljena građa obrađuje se statističkim metodama kako bi se utvrdila razdioba vrijednosti klimatskih elemenata na Zemlji, njihov dnevni i godišnji hod, ekstremne (najveće i najmanje) vrijednosti, učestalost pojavljivanja i drugo. Odatle proizlaze razredbe klimatskih tipova, od kojih su najpoznatije Köppenova i Thornwaitova razredba klime.
Klimatologija je važna gotovo u svim granama ljudske djelatnosti i gospodarstva (u zdravstvu, poljoprivredi, energetici, posebice hidroenergetici, prometu, turizmu, građevinarstvu i drugom). Suvremena klimatologija je složena znanost jer osim pojedinačnih klimatskih elemenata istražuje i njihove međusobne odnose kako bi se došlo do što pouzdanijih podataka.

## Klimatske promjene
Klimatske promjene su dugotrajne promjene u statističkoj raspodjeli klimatskih faktora, u vremenskom periodu od desetaka do milijuna godina. To može biti promjena u prosječnim klimatskim pojavama ili promjena raspodjele klimatskih događaja s obzirom na prosječne vrijednosti, ili pojava sve više krajnjih vremenskih događaja. Klimatske promjene se mogu odnositi na određene posebne regije ili se može odnositi na cijelu Zemlju. U zadnje vrijeme, posebno u vezi sa zaštitom prirodnog okoliša, klimatske promjene se obično odnose na današnje promjene klime. Posebno se to odnosi na sve veći ljudski utjecaj na klimatske promjene, koji je povezan s današnjim globalnim zatopljenjem. 

## Poveznice
- Povijesni razvoj klimatologije